# 축지법
축지법(縮地法)은 ‘땅을 줄이는 법’이란 뜻으로, 같은 거리를 일반적인 경우보다 훨씬 빠르게 이동할 수 있게 해 준다는 가공의 기술이다.
허경영이 축지법을 사용할 수 있다는 발언으로 논란이 된 적이 있다.

## 같이 보기
- 장군님 축지법 쓰신다
- 순간이동
- 공중부양
- 의사과학(유사과학)